# Pertusaria coriacea
Pertusaria coriacea är en lavart som först beskrevs av Theodor 'Thore' Magnus Fries, och fick sitt nu gällande namn av Theodor 'Thore' Magnus Fries. Pertusaria coriacea ingår i släktet Pertusaria, och familjen Pertusariaceae. Arten är reproducerande i Sverige.